# Ludwikówka (gmina)
Ludwikówka – dawna gmina wiejska w powiecie dolińskim województwa stanisławowskiego II Rzeczypospolitej. Siedzibą gminy była Ludwikówka.
Gminę utworzono 1 sierpnia 1934 r. w ramach reformy na podstawie ustawy scaleniowej z dotychczasowych gmin wiejskich: Ludwikówka, Seneczów i Wyszków.
Po II wojnie światowej obszar gminy został odłączony od Polski i włączony do Ukraińskiej SRR.